# Bartomeu Salvà i Salvà
Fra Bartomeu Salvà i Salvà nascut a Llucmajor, Mallorca, el 1867 i traspassat a Palma el 1956, fou un lul·lista franciscà.

## Biografia
Fra Bartomeu Salvà estudià al Seminari Conciliar de Sant Pere, de Palma, i el 1891 s'ordenà prevere. Fou membre des del 1886 de la comunitat franciscana de Llucmajor dirigida per fra Antoni Ripoll i participà el 1906 en la incorporació de la congregació franciscana en el Tercer Orde Regular de Sant Francesc (TOR). Fou el primer ministre provincial de 1906 a 1928.
| «                                     | Al P. Salvà també se li ha dedicat un carrer. És la que neix en la carretera de l'Arenal i arriba fins a la Porciúncula, el convent tant de la qual li deu a aquest Pare. La nomenclatura actual d'aquest carrer: P. BARTOLOMÉ SALVÀ, es va concedir per acord plenari de l'Ajuntament d'aquesta ciutat de Palma, reunit el 8 d'octubre de 1959. Això és un fet que honra al P. Salvà i parli de la seva figura.. | » |
| — El Heraldo de Cristo, gener de 1950 | |   |

## Obra
Fou mestre de filosofia i teologia i membre fundador el 1935 de la Maioricensis Schola Lullistica. La seva investigació lul·liana es concreta en tres estudis tardans:
- Qualiter fideli articuli sicut ratione demostrabiles ex beati Raimundi Lulli sententia (1935).
- Paternidad luliana del "Liber de Benedicta Tu in mulieribus" (1946).
- Disquisitio de obligatione divini offici choraliter, persolvendi in Tertio Ordine Regulari Sancti Francisci (1948)
- La cronología catalana en la Edad Media y la nuerte del Beato Ramon Llull (1951).[1]